# Quênia nos Jogos Olímpicos de Verão de 1972
Quênia participou dos Jogos Olímpicos de Verão de 1972, realizados em Munique, na então Alemanha Ocidental. 
Foi a quinta aparição do país nos Jogos Olímpicos onde esteve representado por 57 atletas, sendo 55 homens e duas mulheres, que competiram em quatro esportes. Um total de nove medalhas foram conquistadas, sendo duas delas de ouro, três de prata e quatro de bronze.

## Competidores
Esta foi a participação por modalidade nesta edição:
| Esporte              | Masculino | Feminino | Total |
| -------------------- | --------- | -------- | ----- |
| Atletismo            | 20        | 2        | 22    |
| Boxe                 | 8         | 0        | 8     |
| Hóquei sobre a grama | 18        | 0        | 18    |
| Tiro                 | 9         | 0        | 9     |
| Total                | 55        | 2        | 57    |

## Medalhas
| Atleta                                               | Esporte   | Evento                          | Medalha |
| ---------------------------------------------------- | --------- | ------------------------------- | ------- |
| Kipchoge Keino                                       | Atletismo | 3000 m com obstáculos masculino | Ouro    |
| Charles Asati Munyoro Nyamau Robert Ouko Julius Sang | Atletismo | Revezamento 4x400 m masculino   | Ouro    |
| Ben Jipcho                                           | Atletismo | 3000 m com obstáculos masculino | Prata   |
| Kipchoge Keino                                       | Atletismo | 1500 m masculino                | Prata   |
| Philip Waruinge                                      | Boxe      | Peso pena                       | Prata   |
| Julius Sang                                          | Atletismo | 400 m masculino                 | Bronze  |
| Mike Boit                                            | Atletismo | 800 m masculino                 | Bronze  |
| Samuel Mbugua                                        | Boxe      | Peso leve                       | Bronze  |
| Richard Murunga                                      | Boxe      | Peso meio-médio                 | Bronze  |

## Desempenho

### Atletismo
Masculino
Eventos de pista
| Atleta                                               | Evento              | Eliminatórias | Eliminatórias | Quartas de final | Quartas de final | Semifinal   | Semifinal   | Final       | Final             | Ref.   |
| Atleta                                               | Evento              | Tempo         | Pos.          | Tempo            | Pos.             | Tempo       | Pos.        | Tempo       | Pos.              | Ref.   |
| ---------------------------------------------------- | ------------------- | ------------- | ------------- | ---------------- | ---------------- | ----------- | ----------- | ----------- | ----------------- | ------ |
| John Mwebi                                           | 100 m               | 10.60         | 4º/bat. 3     | Não avançou      | Não avançou      | Não avançou | Não avançou | Não avançou | Não avançou       | [ 3 ]  |
| Dan Amuke                                            | 100 m               | 10.76         | 5º/bat. 1     | Não avançou      | Não avançou      | Não avançou | Não avançou | Não avançou | Não avançou       | [ 3 ]  |
| Dan Amuke                                            | 200 m               | 21.53 Q       | 4º/bat. 8     | DNS              | DNS              | Não avançou | Não avançou | Não avançou | Não avançou       | [ 4 ]  |
| Julius Sang                                          | 400 m               | 45.24 Q       | 1º/bat. 7     | 45.92 Q          | 2º/bat. 4        | 45.30 Q     | 1º/bat. 2   | 44.92       | Medalha de bronze | [ 5 ]  |
| Charles Asati                                        | 400 m               | 45.16 Q       | 1º/bat. 6     | 46.04 Q          | 1º/bat. 5        | 45.47 Q     | 4º/bat. 1   | 45.13       | 4º                | [ 5 ]  |
| Munyoro Nyamau                                       | 400 m               | 46.33 Q       | 3º/bat. 2     | 46.80            | 4º/bat. 3        | Não avançou | Não avançou | Não avançou | Não avançou       | [ 5 ]  |
| Robert Ouko                                          | 800 m               | 1:47.44 Q     | 1º/bat. 2     | —                | —                | 1:47.61 Q   | 1º/bat. 1   | 1:46.53     | 5º                | [ 6 ]  |
| Thomas Saisi                                         | 800 m               | 1:48.5        | 5º/bat. 3     | —                | —                | Não avançou | Não avançou | Não avançou | Não avançou       | [ 6 ]  |
| Mike Boit                                            | 800 m               | 1:47.25 Q     | 1º/bat. 7     | —                | —                | 1:45.87 Q   | 1º/bat. 3   | 1:46.01     | Medalha de bronze | [ 6 ]  |
| Mike Boit                                            | 1500 m              | 3:42.2 Q      | 1º/bat. 7     | —                | —                | 3:41.34 Q   | 1º/bat. 1   | 3:38.41     | 4º                | [ 7 ]  |
| Cosmas Silei                                         | 1500 m              | 3:52.0        | 7º/bat. 5     | —                | —                | Não avançou | Não avançou | Não avançou | Não avançou       | [ 7 ]  |
| Kipchoge Keino                                       | 1500 m              | 3:39.97 Q     | 1º/bat. 4     | —                | —                | 3:41.15 Q   | 1º/bat. 2   | 3:36.81     | Medalha de prata  | [ 7 ]  |
| Kipchoge Keino                                       | 3000 m c/obstáculos | 8:27.6 Q      | 2º/bat. 1     | —                | —                | —           | —           | 8:23.64     | Medalha de ouro   | [ 8 ]  |
| Amos Biwott                                          | 3000 m c/obstáculos | 8:23.73 Q     | 1º/bat. 4     | —                | —                | —           | —           | 8:33.48     | 6º                | [ 8 ]  |
| Ben Jipcho                                           | 3000 m c/obstáculos | 8:31.6 Q      | 1º/bat. 2     | —                | —                | —           | —           | 8:24.62     | Medalha de prata  | [ 8 ]  |
| Ben Jipcho                                           | 5000 m              | 13:56.8       | 3º/bat. 1     | —                | —                | —           | —           | Não avançou | Não avançou       | [ 9 ]  |
| Evans Mogaka                                         | 5000 m              | 14:37.2       | 12º/bat. 4    | —                | —                | —           | —           | Não avançou | Não avançou       | [ 9 ]  |
| Paul Mose                                            | 5000 m              | 13:41.4       | 5º/bat. 3     | —                | —                | —           | —           | Não avançou | Não avançou       | [ 9 ]  |
| Paul Mose                                            | 10000 m             | 28:18.74 q    | 5º/bat. 2     | —                | —                | —           | —           | 29:02.87    | 13º               | [ 10 ] |
| Naftali Temu                                         | 10000 m             | 30:19.6       | 12º/bat. 1    | —                | —                | —           | —           | Não avançou | Não avançou       | [ 10 ] |
| Richard Juma                                         | 10000 m             | 29:13.0       | 11º/bat. 3    | —                | —                | —           | —           | Não avançou | Não avançou       | [ 10 ] |
| Richard Juma                                         | Maratona            | —             | —             | —                | —                | —           | —           | DNF         | DNF               | [ 11 ] |
| Bill Koskei                                          | 400 m c/barreiras   | 50.58         | 4º/bat. 2     | —                | —                | Não avançou | Não avançou | Não avançou | Não avançou       | [ 12 ] |
| Mike Murei                                           | 400 m c/barreiras   | 51.63         | 5º/bat. 5     | —                | —                | Não avançou | Não avançou | Não avançou | Não avançou       | [ 12 ] |
| Fatwell Kimaiyo                                      | 400 m c/barreiras   | 51.23         | 6º/bat. 1     | —                | —                | Não avançou | Não avançou | Não avançou | Não avançou       | [ 12 ] |
| Charles Asati Munyoro Nyamau Robert Ouko Julius Sang | Revezamento 4x400 m | 3:01.27 Q     | 2º/bat. 1     | —                | —                | —           | —           | 2:59.83     | Medalha de ouro   | [ 13 ] |

Eventos de campo
| Atleta          | Evento             | Eliminatórias | Eliminatórias | Final       | Final       | Ref.   |
| Atleta          | Evento             | Marca         | Pos.          | Marca       | Pos.        | Ref.   |
| --------------- | ------------------ | ------------- | ------------- | ----------- | ----------- | ------ |
| Patrick Onyango | Salto em distância | DNS           | DNS           | Não avançou | Não avançou | [ 14 ] |
| Patrick Onyango | Salto triplo       | 14.74         | 30º           | Não avançou | Não avançou | [ 15 ] |

Feminino
Eventos de pista
| Atleta          | Evento | Eliminatórias | Eliminatórias | Quartas de final | Quartas de final | Semifinal   | Semifinal   | Final       | Final       | Ref.   |
| Atleta          | Evento | Tempo         | Pos.          | Tempo            | Pos.             | Tempo       | Pos.        | Tempo       | Pos.        | Ref.   |
| --------------- | ------ | ------------- | ------------- | ---------------- | ---------------- | ----------- | ----------- | ----------- | ----------- | ------ |
| Tekla Chemabwai | 400 m  | 53.38 Q       | 4º/bat. 3     | 53.54            | 7º/bat. 2        | Não avançou | Não avançou | Não avançou | Não avançou | [ 16 ] |
| Chereno Maiyo   | 800 m  | 2:04.86       | 5º/bat. 5     | —                | —                | Não avançou | Não avançou | Não avançou | Não avançou | [ 17 ] |
| Chereno Maiyo   | 1500 m | 4:20.9        | 9º/bat. 4     | —                | —                | Não avançou | Não avançou | Não avançou | Não avançou | [ 18 ] |

### Boxe
| Atleta          | Evento      | Fase de 64           | Fase de 32           | Oitavas de final      | Quartas de final     | Semifinal            | Final                | Final             | Ref.   |
| Atleta          | Evento      | Adversário Resultado | Adversário Resultado | Adversário Resultado  | Adversário Resultado | Adversário Resultado | Adversário Resultado | Pos.              | Ref.   |
| --------------- | ----------- | -------------------- | -------------------- | --------------------- | -------------------- | -------------------- | -------------------- | ----------------- | ------ |
| Felix Maina     | Mosca       | —                    | ITA Udella D 0–5     | Não avançou           | Não avançou          | Não avançou          | Não avançou          | Não avançou       | [ 19 ] |
| John Nderu      | Galo        | —                    | COL Barragán V 4–1   | PRK Kim J-i V 4–1     | GBR Turpin D 1–4     | Não avançou          | Não avançou          | Não avançou       | [ 20 ] |
| Philip Waruinge | Pena        | —                    | IRI Feli V 4–1       | EGY Amin V 5–0        | FIN Lindbergh V 4–1  | COL Rojas V 3–2      | URS Kuznetsov D 2–3  | Medalha de prata  | [ 21 ] |
| Samuel Mbugua   | Leve        | —                    | ETH Gabre V 5–0      | IND Venu V 5–0        | NOR Paulsen V 4–1    | POL Szczepański D WO | Não avançou          | Medalha de bronze | [ 22 ] |
| Richard Murunga | Meio-médio  | —                    | POL Stawski V 4–1    | IRI Parsanian V RSC-3 | MEX Lozano V KO-1    | HUN Kajdi D 1–4      | Não avançou          | Medalha de bronze | [ 23 ] |
| David Attan     | Supermédio  | —                    | FIN Saarinen D RSC-2 | Não avançou           | Não avançou          | Não avançou          | Não avançou          | Não avançou       | [ 24 ] |
| Peter Dula      | Médio       | —                    | —                    | POL Stachurski D 1–4  | Não avançou          | Não avançou          | Não avançou          | Não avançou       | [ 25 ] |
| Steven Thega    | Meio-pesado | —                    | USA Russell D RSC-2  | Não avançou           | Não avançou          | Não avançou          | Não avançou          | Não avançou       | [ 26 ] |

### Hóquei sobre a grama
| Fase preliminar      | Fase preliminar      | Fase preliminar         | Fase preliminar        | Fase preliminar      | Fase preliminar         | Fase preliminar      | Fase preliminar | Semifinal            | Disputa 13º lugar         | Disputa 13º lugar | Ref.   |
| Adversário Resultado | Adversário Resultado | Adversário Resultado    | Adversário Resultado   | Adversário Resultado | Adversário Resultado    | Adversário Resultado | Pos.            | Adversário Resultado | Adversário Resultado      | Pos.              | Ref.   |
| -------------------- | -------------------- | ----------------------- | ---------------------- | -------------------- | ----------------------- | -------------------- | --------------- | -------------------- | ------------------------- | ----------------- | ------ |
| POL Polônia D 0–1    | AUS Austrália D 1–3  | NED Países Baixos D 1–5 | GBR Grã-Bretanha D 0–2 | IND Índia D 2–3      | NZL Nova Zelândia E 2–2 | MEX México V 2–1     | 7º (Gr. B)      | Não avançou          | ARG Argentina V 1–0 (pro) | 13º               | [ 27 ] |

Equipe
- Amarjeet Singh Marwa
- Avtar Singh Sohal
- Brajinder Singh Daved
- Davinder Singh Deegan
- Harvinder Singh Marwa
- Jagjeet Singh Kular
- Jagmel Singh Rooprai
- Leo Fernandes
- Mohamed Ajmal Malik
- Renny Pereira
- Philip D'Souza
- Ranjit Singh Sehmi
- Resham Singh Baines
- Silvester Ashioya
- Surjeet Singh Panesar
- Surjeet Singh Rihal
- Tarlochan Singh Chana
- Harvinder Pal Singh Sibia

### Tiro
Masculino
| Atleta               | Evento                   | Final  | Final | Ref.   |
| Atleta               | Evento                   | Pontos | Pos.  | Ref.   |
| -------------------- | ------------------------ | ------ | ----- | ------ |
| Leonard Bull         | Tiro rápido 25 m         | 548    | 55º   | [ 28 ] |
| Peter Laurence       | Tiro rápido 25 m         | 533    | 58º   | [ 28 ] |
| John Harun           | Pistola livre 50 m       | 512    | 54º   | [ 29 ] |
| Abdul Rahman Omar    | Pistola livre 50 m       | 474    | 58º   | [ 29 ] |
| John Muhato          | Carabina 3 posições 50 m | 1040   | 64º   | [ 30 ] |
| Dismus Onyiego       | Carabina 3 posições 50 m | 1063   | 60º   | [ 30 ] |
| Dismus Onyiego       | Carabina deitado 50 m    | 590    | 56º   | [ 31 ] |
| Simon Ekeno          | Carabina deitado 50 m    | 583    | 79º   | [ 31 ] |
| Michael Carr-Hartley | Fossa olímpica           | 178    | 39º   | [ 32 ] |
| Brian Carr-Hartley   | Fossa olímpica           | 165    | 51º   | [ 32 ] |

Legenda
| Recorde mundial      | Recorde mundial (World record)               |                       | Recorde africano                      | Recorde africano (African) |                                           | Q | Classificado por posição (Qualified) |
| Recorde olímpico     | Recorde olímpico (Olympic record)            | Recorde da América    | Recorde da América (Americas)         | q                          | Classificado por melhor tempo (Qualified) |   |                                      |
| Melhor marca do ano  | Melhor marca do ano (World leading)          | Recorde asiático      | Recorde asiático (Asian)              | DNS                        | Não largou (Did not start)                |   |                                      |
| Recorde nacional     | Recorde nacional (National record)           | Recorde europeu       | Recorde europeu (European)            | DNF                        | Não terminou (Did not finish)             |   |                                      |
| Recorde pessoal      | Recorde pessoal do atleta (Personal best)    | Recorde da Oceania    | Recorde da Oceania (Oceania)          | DSQ / DQ                   | Desclassificado (Disqualified)            |   |                                      |
| Recorde da temporada | Recorde da temporada do atleta (Season best) | Recorde sul-americano | Recorde sul-americano (South America) | NM                         | Sem marca (No mark)                       |   |                                      |